# Phyllomacromia aequatorialis
Phyllomacromia aequatorialis är en trollsländeart som beskrevs av Martin 1907. Phyllomacromia aequatorialis ingår i släktet Phyllomacromia och familjen skimmertrollsländor. IUCN kategoriserar arten globalt som livskraftig. Inga underarter finns listade i Catalogue of Life.